# Bandkejsarduva
Bandkejsarduva (Ducula zoeae) är en fågel i familjen duvor inom ordningen duvfåglar.

## Utseende och läte
Bandkejsarduvan är en stor duva med ljusgrått huvud, gult öga och relativt kort grön stjärt. Den är vidare ljusskär på bröstet och vitaktig på buken, åtskilda av ett tydligt tunt svart bröstband. Lätet består av en utdragen dämpad ton följdt av en serie skrockande, "wooo wuhuhuhu wuhuhuhu".

## Utbredning och systematik
Fågeln förekommer i låglänta skogar på Nya Guinea och större intilliggande öar. Den behandlas som monotypisk, det vill säga att den inte delas in i några underarter.

## Levnadssätt
Bandkejsarduvan hittas i skogsområden i lågland och förberg. Där den relativt vanlig men håller sig ofta dold i skogens inre.

## Status och hot
Arten har ett stort utbredningsområde, men tros minska i antal, dock inte tillräckligt kraftigt för att den ska betraktas som hotad. Internationella naturvårdsunionen IUCN listar arten som livskraftig (LC).

## Namn
Fågelns vetenskapliga artnamn hedrar Jeanne Zoé Lesson (född Massiou, 1799-1819), fru till franska ornitologen René Lesson som beskrev arten 1826. Fram tills nyligen kallades den zoekejsarduva även på svenska, men justerades 2023 till ett enklare och mer informativt namn av BirdLife Sveriges taxonomikommitté.